# Trophée Jean-Béliveau
Pour les articles homonymes, voir Jean Béliveau et Béliveau.
Le trophée Jean-Béliveau est remis au joueur de hockey sur glace qui a récolté le plus de grand nombre de points au cours de la saison dans la  Ligue de hockey junior Maritimes Québec(LHJMQ). Il fut nommé en hommage à Jean Béliveau, ancien joueur junior québécois et de la Ligue nationale de hockey, membre du Temple de la renommée du hockey et vainqueur à 10 reprises de la coupe Stanley.
La liste ci-dessous reprend le nom du lauréat, sa franchise et le nombre de points marqués.

## Lauréats du trophée Jean-Béliveau
- 1969-1970 : Luc Simard, Ducs de Trois-Rivières (174)
- 1970-1971 : Guy Lafleur, Remparts de Québec (209)
- 1971-1972 : Jacques Richard, Remparts de Québec (160)
- 1972-1973 : André Savard, Remparts de Québec (151)
- 1973-1974 : Pierre Larouche, Éperviers de Sorel (251)
- 1974-1975 : Normand Dupont, Bleu-Blanc-Rouge de Montréal (158)
- 1975-1976 : Sylvain Locas, Saguenéens de Chicoutimi et Richard Dalpé, Draveurs de Trois-Rivières (160)
- 1976-1977 : Jean Savard, Remparts de Québec (180)
- 1977-1978 : Ron Carter, Castors de Sherbrooke (174)
- 1978-1979 : Jean-François Sauvé, Draveurs de Trois-Rivières (176)
- 1979-1980 : Jean-François Sauvé, Draveurs de Trois-Rivières (187)
- 1980-1981 : Dale Hawerchuk, Royals de Cornwall (183)
- 1981-1982 : Claude Verret, Draveurs de Trois-Rivières (162)
- 1982-1983 : Pat LaFontaine, Junior de Verdun (234)
- 1983-1984 : Mario Lemieux, Voisins de Laval (282)
- 1984-1985 : Guy Rouleau, Chevaliers de Longueuil (163)
- 1985-1986 : Guy Rouleau, Chevaliers de Longueuil (191)
- 1986-1987 : Marc Fortier, Saguenéens de Chicoutimi (201)
- 1987-1988 : Patrice Lefebvre, Cataractes de Shawinigan (200)
- 1988-1989 : Stéphane Morin, Saguenéens de Chicoutimi (186)
- 1989-1990 : Patrick Lebeau, Tigres de Victoriaville (174)
- 1990-1991 : Yanic Perreault, Draveurs de Trois-Rivières (185)
- 1991-1992 : Patrick Poulin, Laser de Saint-Hyacinthe (138)
- 1992-1993 : René Corbet, Voltigeurs de Drummondville (148)
- 1993-1994 : Yanick Dubé, Titan de Laval (141)
- 1994-1995 : Patrick Carignan, Cataractes de Shawinigan (137)
- 1995-1996 : Daniel Brière, Voltigeurs de Drummondville (163)
- 1996-1997 : Pavel Rosa, Olympiques de Hull (152)
- 1997-1998 : Ramzi Abid, Saguenéens de Chicoutimi (135)
- 1998-1999 : Mike Ribeiro, Huskies de Rouyn-Noranda (167)
- 1999-2000 : Brad Richards, Océanic de Rimouski (186)
- 2000-2001 : Simon Gamache, Foreurs de Val-d'Or (184)
- 2001-2002 : Pierre-Marc Bouchard, Saguenéens de Chicoutimi (140)
- 2002-2003 : Joël Perrault, Drakkar de Baie-Comeau (116)
- 2003-2004 : Sidney Crosby, Océanic de Rimouski (135)
- 2004-2005 : Sidney Crosby, Océanic de Rimouski (168)
- 2005-2006 : Aleksandr Radoulov, Remparts de Québec (152)
- 2006-2007 : François Bouchard, Drakkar de Baie-Comeau (125)
- 2007-2008 : Mathieu Perreault, Titan d'Acadie-Bathurst (114)
- 2008-2009 : Yannick Riendeau, Voltigeurs de Drummondville (126)
- 2009-2010 : Sean Couturier, Voltigeurs de Drummondville (96)
- 2010-2011 : Philip-Michaël Pinard-Devos, Olympiques de Gatineau (114)
- 2011-2012 : Yanni Gourde, Tigres de Victoriaville (124)
- 2012-2013 : Ben Duffy, Rocket de l'Île-du-Prince-Édouard (110)
- 2013-2014 : Anthony Mantha, Foreurs de Val-d'Or (120)
- 2014-2015 : Conor Garland, Wildcats de Moncton (129)
- 2015-2016 : Conor Garland, Wildcats de Moncton (128)
- 2016-2017 : Vitali Abramov, Olympiques de Gatineau (104)
- 2017-2018 : Alex Barré-Boulet, Armada de Blainville-Boisbriand (116)
- 2018-2019 : Peter Abbandonato, Huskies de Rouyn-Noranda (111)
- 2019-2020 : Alexis Lafrenière, Océanic de Rimouski (112)
- 2020-2021 : Cédric Desruisseaux, Islanders de Charlottetown (78)
- 2021-2022 : Joshua Roy, Phoenix de Sherbrooke (119)
- 2022-2023 : Jordan Dumais, Mooseheads d'Halifax (140)
- 2023-2024 : Antonin Verreault, Huskies de Rouyn-Noranda (107)
- 2024-2025 : Jonathan Fauchon, Armada de Blainville-Boisbriand et Océanic de Rimouski (103)